# Фонте (провінція Тревізо)
Фонте (італ. Fonte, вен. Font) — муніципалітет в Італії, у регіоні Венето, провінція Тревізо.
Фонте розташоване на відстані близько 440 км на північ від Рима, 55 км на північний захід від Венеції, 33 км на північний захід від Тревізо.
Населення — 5992 особи (2014).
Щорічний фестиваль відбувається 29 червня. Покровитель — Santi Pietro e Paolo.

## Демографія
Населення за роками:

Станом на 1 січня 2023 року в муніципалітеті офіційно проживало 928 іноземців з 42 країн, серед них 260 громадян країн Євросоюзу та 17 громадян України.

## Сусідні муніципалітети
- Азоло
- Креспано-дель-Граппа
- Падерно-дель-Граппа
- Рієзе-Піо-X
- Сан-Ценоне-дельї-Еццеліні